# Take What You Want
Singles par Post Malone
Writing on the Wall (en)
(2019) Forever (en)
(2020)
Singles par Ozzy Osbourne
Let It Die
(2011) Under the Graveyard (en)
(2019)
Singles par Travis Scott
Highest in the Room
(2019) Hot (en)
(2019)
Take What You Want est une chanson de Post Malone, Ozzy Osbourne et Travis Scott. Le 15 octobre 2019, elle est envoyée aux radios américaines en tant que sixième single extrait de l'album Hollywood's Bleeding.

## Historique
Lorsque le producteur Andrew Watt rencontre Kelly Osbourne, il lui soumet l'idée d'une collaboration entre Ozzy Osbourne et Post Malone. Il lui transmet une démo de Take What You Want qu'elle fait écouter à son père. Ce dernier l'apprécie et décide d'accepter la collaboration. Il se rend au studio d'Andrew Watt durant l'été 2019 pour travailler à l'écriture de la chanson puis l'enregistrer.
La chanson Take What You Want sort le 6 septembre 2019, en même temps que l'album Hollywood's Bleeding dont elle est issue, avant d'être envoyée aux radios américaines le 15 octobre 2019.

## Accueil commercial
Aux États-Unis, Take What You Want entre dans le Billboard Hot 100 en huitième position dans le classement daté du 21 septembre 2019. Il s'agit du neuvième single de Post Malone qui atteint le top dix de ce classement, le sixième de Travis Scott et le deuxième d'Ozzy Osbourne. Ce dernier bat le record de temps écoulé entre deux entrées dans le top dix, trente ans et trois mois après Close My Eyes Forever qui avait atteint la huitième place du classement en 1989,.

## Classements et certifications
| Classement (2019)                   | Meilleure position |
| ----------------------------------- | ------------------ |
| Australie (ARIA)                    | 30                 |
| Canada (Hot 100)                    | 8                  |
| Canada (Canada Rock)                | 48                 |
| Canada (Digital Songs)              | 8                  |
| Danemark (Tracklisten)              | 19                 |
| Écosse (OCC)                        | 64                 |
| États-Unis (Hot 100)                | 8                  |
| États-Unis (Digital Songs)          | 2                  |
| États-Unis (Mainstream Rock)        | 26                 |
| États-Unis (Pop Airplay)            | 36                 |
| États-Unis (Rock Airplay)           | 28                 |
| États-Unis (Streaming Songs)        | 3                  |
| France (SNEP)                       | 154                |
| Hongrie (Stream Top 40)             | 6                  |
| Irlande (IRMA)                      | 37                 |
| Italie (FIMI)                       | 44                 |
| Norvège (VG-lista)                  | 12                 |
| Nouvelle-Zélande (RMNZ)             | 30                 |
| Pays-Bas (Single Top 100)           | 37                 |
| Portugal (AFP)                      | 38                 |
| Tchéquie (IFPI Singles Digitál)     | 18                 |
| Royaume-Uni (UK Singles Chart)      | 22                 |
| Slovaquie (Singles Digitál Top 100) | 10                 |
| Suède (Sverigetopplistan)           | 24                 |

| Région | Certification | Ventes/Streams |
| --- | ------------- | -------------- |
| Canada (MC) | Platine       | 80 000‡        |
| Royaume-Uni (BPI) | Argent        | 200 000‡       |
| *Ventes selon la certification ^Mise en rayon selon la certification xNon précisé par la certification ‡ventes/streaming selon la certification |               |                |